# Kramatagung
Kramatagung is een bestuurslaag in het regentschap Probolinggo van de provincie Oost-Java, Indonesië. Kramatagung telt 6281 inwoners (volkstelling 2010).